# René Duguay-Trouin

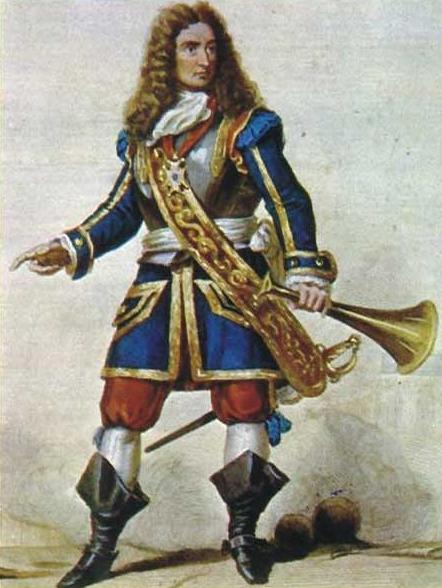
René Duguay-Trouin

René Duguay-Trouin, född 10 juni 1673, död 1736, var en fransk sjöhjälte.
Duguay-Trouin började sin bana som kapare och utmärkte sig under pfalziska tronföljdskriget genom djärvhet och duglighet. 1697 blev han fregattkapten i örlogsflottan. Under spanska tronföljdskriget företog Duguay en mängd djärva och lyckade expeditioner, som i hög grad skadade sjömakternas sjöfart, blev linjeskeppskapten och adlades. 1712 intog och brandskattade han Rio de Janeiro. Duguay-Trouin utnämndes 1728 till generallöjtnant i marinen och förde en tid befälet i Brest. Hans Mémoires utgavs 1730 med flera senare upplagor.